# Cylindrotrichum triseptatum
Cylindrotrichum triseptatum är en svampart som beskrevs av Matsush. 1975. Cylindrotrichum triseptatum ingår i släktet Cylindrotrichum och familjen Chaetosphaeriaceae.   Inga underarter finns listade i Catalogue of Life.